# Tundak
Il Tundak (in russo  Тундак?) è un fiume della Russia siberiana orientale, affluente di sinistra del Kalakan (bacino idrografico della Lena). Scorre nel Tungokočenskij rajon  del Territorio della Transbajkalia.
Nasce dai monti Kalakanskij ad un'altitudine di 1 150 m sul livello del mare; scorre dapprima con direzione sud-occidentale, poi svolta a nord-ovest; sfocia nel Kalakan a 51 km dalla foce. Il fiume ha una lunghezza di 135 km, il bacino è di 2 930 km².